# Берберова Ніна Миколаївна
Ніна Миколаївна Берберова (рос. Нина Николаевна Берберова, нар. 08 серпня (26 липня) 1901, м. Санкт-Петербург — 26 вересня 1993, Філадельфія) — російська письменниця, автор документально-біографічних досліджень.

## Життєпис

### Походження
По батьківській лінії Н. М. Берберова походила з кримських вірмен. Її дід, Іван Мінасович Берберов, був відомим лікарем; батько, Микола Іванович, після закінчення фізико-математичного факультету Московського університету поступив у Міністерство фінансів і до 1917 року дослужився до чиновника з особливих доручень при міністрі. Він зберігав вірмено-григоріанське віросповідання. Мати походила з сім'ї тверських поміщиків Караулових. Ніна була єдиною дочкою у родині.

### Освіта
Н.Берберова закінчила гімназію в Петербурзі. В 1919 році сім'я Берберових перебралася до Ростова-на-Дону, де Н. Берберова вчилася на історико-філологічному факультеті Донського університету (1919—1920). В 1920 році Н.Берберова повертається до Петрограду. Завдяки першим віршам вона в 1921 році ввійшла до поетичних кіл тодішньої російської столиці. Її перший вірш був опублікований у лютому 1922 року в журналі, що вийшов невеликим накладом, і був присвячений першій річниці літературної групи «Серапіонові брати».

### Життя в еміграції

#### Європа
В червні 1922 року разом зі своїм чоловіком, поетом В. Ф. Ходасевичем емігрувала з більшовицької Росії. Жила в Німеччині, Чехословаччині, Італії, а з 1925 року  — у Франції, в Парижі.З червня 1922 по листопад 1923 перебував у вигнанні в Берліні. Співробітничала із емігрантськими виданнями «Последние новости» і «Русская мысль» (Париж). 

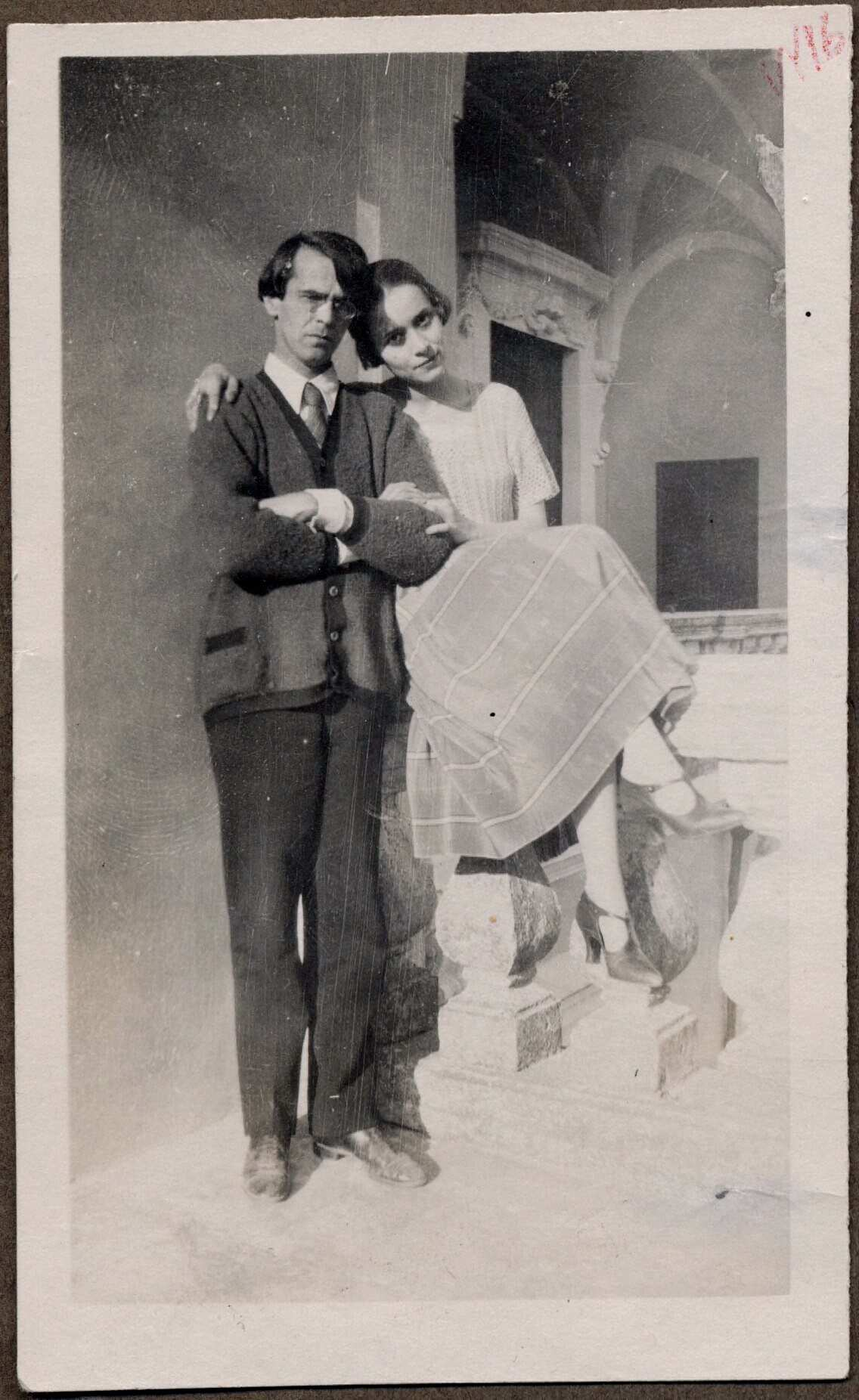
Владислав Ходасевич та Ніна Берберова в Соренто 1924 рік

В кінці 20-х років її ім'я було вже досить відомим в емігрантських колах багато в чому завдяки циклу з 12 оповідань про життя російських емігрантів під загальною назвою «Біянкурські свята» (рос. Биянкурские праздники). 
В 1924 році Берберова виступила перекладачем книжки Р. Роллана «Махатма Ганді». 
 У 1926-1927 роках Берберова разом з поетами Д. Батогом і Ю. Терапиано випускала журнал «Новий будинок», але після третього номера за фінансовими причинами видавництво було припинено.
З 1927  року по 1939 рік Н. Берберова є учасником літературних зібрань «Зелена лампа», створеного за ініціативою Дмитра Мережковського та Зінаїди Гіппіус.
Крім того, Берберова писала щоденні огляди радянської літератури для газети «Відродження» під псевдонімом Гуллівер. В одному з цих оглядів Берберова перша в емігрантській пресі дала високу оцінку роману Ю. Олеші «Заздрість». 
У 1932 році Ніна розлучилася з В. Ф. Ходасевичем. 
В 1936 році Н. Берберова випускає книгу «Чайковський», написану на основі невідомих матеріалів, отриманих від Рахманінова, Глазунова, нащадків  Надії фон Мекк.
 В 1939 в Парижі, на російській сцені була поставлена вистава за п'єсою Ніни Берберової «Мадам», яка пізніше була перекладена чеською, німецькою та англійською мовами.
Під час Другої світової війни Н.Берберова залишалася в окупованій німцями частині Франції.

#### Америка
У 1950 році Ніна Миколаївна перебралася з Франції до Сполучених Штатів Америки.

У 1954 році вийшла заміж за піаніста й педагога Г. Кочевицького (George Kochevitsky). Наприкінці 1950-х рр. отримала американське громадянство.

З 1958 року викладала російську мову в Єльському університеті.

В 1958—1968 роках була членом редколегії літературного альманаху «Мосты», що видавався в Мюнхені.

З 1963 року до самого виходу на пенсію в 1971 році викладала російську літературу в Принстонському університеті. Після 1971-го була запрошеним лектором в Колумбийському та Пенсильванському університетах, а також в університеті Брін-Мора.

В 1969 році англійською мовою виходить один з найвідоміших творів Н. Берберової «Курсив мой. Автобиография», російською мовою ця книга вперше була опублікована в 1972 році в Мюнхені.

У 1981 році у Нью-Йорку вийшла книга Берберової «Железная женщина: Рассказ о жизни М. Закревской-Бенкендорф-Будберг, о ней самой и ее друзьях», що належить також до найбільш значущих робіт Берберової. Передмову до радянського видання цієї книги написав А. Вознесенський.

В 1983 році Ніна Берберова розійшлася з Г. Кочевицьким.

В 1989 році відвідала Радянський Союз, зустрічалася з літературною громадськістю Москви та Ленінграда.
 В 1991 році уряд Франції нагородив Ніну Берберову Орденом Почесного легіону.

Померла Н. М. Берберова 26 вересня 1993 року у Філадельфії. 
В бібліотеці Єльського університету зберігається архів Ніни Берберової, який включає в себе листування з І. О. Буніним, З. М. Гіппіус, Д. С. Мережковським, О. І. Купріним, М. І. Цвєтаєвою та іншими. .

## Твори
- Останні і перші. Роман з емігрантського життя. — Paris, 1930.
- Повелителька. — Berlin, 1932.
- Акомпаніаторка // Сучасні записки. — 1935. — № 58.
- Чайковський. Історія самотнього життя. — Berlin, 1936.
- Бородін. — Berlin, 1938.
- Без заходу. — Paris, 1938.
- Олександр Блок і його час. — 1947.
- Полегшення долі. — Paris, 1949.
- Справа Кравченка. Історія процесу. — 1949.
- Пам'яті Шлімана // Мости. — 1958. — № 1.
- Курсив мій. Автобіографія. — München, 1972.
- Залізна жінка. Біографія. — New York, 1981.
- Вірші, 1921—1983. — New York, 1984.
- Люди і ложі. — New York, 1986.

## Висловлювання Ніни Берберової
- Кожна людина — цілий всесвіт і тому більше, ніж планета, на якій живе.
- Ми змінюємося, і бажання наші змінюються, і дивно було б прагнути все життя до чогось одного, немов це нерухомий гірський пік, до якої направляється альпініст.
- Ненавиджу вульгарність жіночого міського буржуазного життя. Краще прати, готувати, ходити за садом. Люблю прогулянки на велосипеді, біганину з собаками, вечірню тишу сільського будинку.
- Одні хотіли змінити світ. Інші хотіли світ поправити. Між цими двома племенами не могло бути змішаних шлюбів.
- Найгірше — невинність. Щось потворне, вселяє огиду, огида, відраза. Ніколи нікому не розкритися — межа протиприродного.
- Цивілізація є ускладнення життя, з одноповерхового життя робиться